# Noroît (vent)
Pour les articles homonymes, voir Noroît.
Le noroît, norois ou noroit désigne un vent venant du nord-ouest. 
Dans le nord-est du Canada, dans la province de Québec et dans le nord et l'ouest de la France, c'est un vent froid et sec.  

## Étymologie
Son nom est une altération de « norouêt », l’ancienne prononciation de nord-ouest.